# Skene-Örby hembygdsförening
Skene-Örby hembygdsförening bildades 1950 och ligger i Skene i Marks kommun, i Västergötland.Föreningen omfattar hela Örby-Skene församling.
År 1990 bildade föreningen Stiftelsen Skene-Örby Hembygdsförenings fond för Skene lasarett. Fonden har med hjälp av pengar skänkta av allmänheten bidragit med utrustning mm till lasarettet med över 13 miljoner kronor. Föreningen har gett ut ett flertal sockenböcker. Bl a sockenboken Där färdvägar mötas som nu säljs för 50 kronor. Föreningen har hembygdsgården Baskagården som består av mangårdsbyggnad, lillstuga och vagnslider samt Håvenstugan, som flyttats dit från Håven vid Kungsfors fabrik. 
Föreningen äger dessutom byggnadsminnet Anjougården som består av bostadshus och krukmakeriverkstad. Anjougården blev byggnadsminnesförklarad 2008 på grund av sin unika krukmakeriverkstad.